# イェフダ・レオネ・アブラバネル

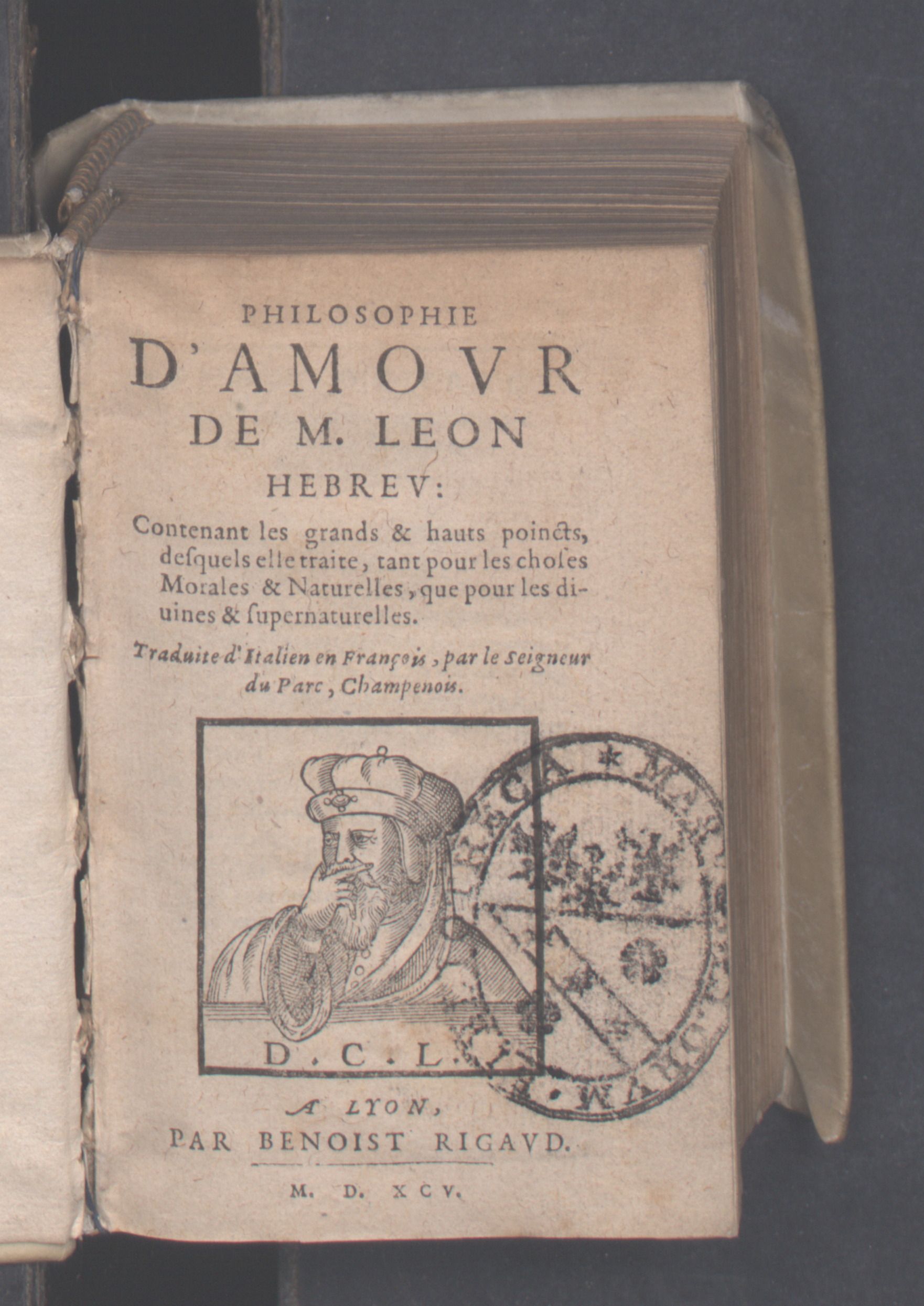
Philosophie d'amour, 1595

イェフダ・レオネ・アブラバネル（ラテン語: Leo Hebraeus、ポルトガル語: Leão Hebreu、スペイン語: León Hebreo、イタリア語: Leone Ebreo、ヘブライ語: ה בן יצחק אברבנאל [Yehuda ben Yitzhak Abravanel]、1465年 － 1523年)は、ユダヤ人の哲学者。 

## 生涯
ポルトガル王国のリスボンで、中世最後の聖書学者といわれた父イサアク･アブラバネルの長男として生まれる。幼少から父を師として聖書とマイモニデスが注釈したアリストテレス哲学を学び、かたわら古代医学の知識を身につけ医者としての道を歩む。1483年に学業を終え、リスボンで医者として独立し成功した。ポルトガルの王がアルフォンソ5世からジョアン2世に代わると、父が王への陰謀に加担した罪で一家はスペインのセビリアへ落ちのびる。1484年に父と合流してフェルナンド2世とイザベル1世に侍医として仕える。セビリアで妻をめとり、1491年には息子イサアクをもうけた。
1492年3月31日に発布されたユダヤ人追放令のため亡命を余儀なくされ、ナポリに到着して父は王フェルディナント1世の財政顧問となる。エブレオ自身は1492年から2年間は主としてフィレンツェで過ごし、ピコ・デラ・ミランドラなどと交流をもったと考えられる。
1495年にナポリ王国がフランス軍に占領されたためジェノヴァに逃れ、さらにモノポリ、バルレッタへと移動する。1503年にアラゴン人がナポリを再征服すると大司令官ゴンサロ･デ･コルドバの侍医となるが、1507年にナポリがゴンサロからスペイン王フェルナンド2世に取りあげられるとユダヤ人迫害が始まり、1509年にはユダヤ人追放令が発せられた。1516年にカルロス5世がスペインの王位に就いたことでユダヤ人に対する寛容な政策がもどったのをきっかけとしてナポリ副王に仕える。1521年以降のエブレオの足跡は明らかではないが、晩年はローマで過ごし、キリスト教に改宗はせず生粋のユダヤ人として生涯を全うしたと考えられる。

## 著作と影響
エブレオの主著は1502年に執筆、1535年に出版された『愛の対話　Dialoghi d'amore』である。この著作はアリストテレス『天体論』『倫理学』、プラトン『饗宴』『ティマイオス』、ボッカッチョ『異教の神々の系譜』などにより、ユダヤ教信仰に合理的な根拠を与えようとしたものである。そのさいエブレオはアリストテレスではなくプラトンに重きをおき、プラトンは古代エジプトの古代人（モーセ）から学んだカバリストであり、『ティマイオス』の宇宙創成論は聖書にもとづいて書かれたと主張する。
カトリック教会の禁書目録に入っていたエブレオの愛の哲学は、フランス国王アンリ3世やその妹でモンテーニュの友人でもあるマルグリット・ド・ヴァロワに敬愛され、後のスピノザに「神の知的愛」を発想させるきっかけになる。18世紀末にはドイツの詩人シラーがエブレオの『愛の対話』を読み、錬金術･神話学･占星学が融合し文学的にも優れているこの著作に感銘を受けている。